# 오다테 노시로 공항
오다테 노시로 공항(일본어: 大館能代空港,おおだてのしろくうこう, IATA: ONJ, ICAO: RJSR)은 일본 아키타현 기타아키타시에 위치한 공항이다. 공항의 이름은 인근 지자체인 오다테시와 노시로시의 이름을 합쳐서 만든 오다테 노시로 공항으로 불리고 있으며, 애칭은 아키타 북부 공항(일본어: あきた北空港、あきたきたくうこう)이다.
인근에 아키타 내륙 종관선 오가타 역이 존재하며 도보로는 30분 거리에 위치해 있다. 오다테 노시로 공항에서 가는 버스로는, 다마가와 온천으로 가는 버스 및 모리요시 산, 토와다 호수, 오다테시, 노시로시로 가는 버스편이 존재한다.
하루 두 편 하네다 국제공항으로 가는 전일본공수 노선이 있으며, 과거 오사카 국제공항과 신치토세 국제공항편도 있었으나 현재는 운휴 중이다.

## 운항 노선
| 항공사     | 목적지       |
| ---------- | ------------ |
| 전일본공수 | 도쿄(하네다) |